# Ніколаєвка (Малоярославецький район)
Ніколаєвка (рос. Николаевка) — присілок у Малоярославецькому районі Калузької області Російської Федерації.
Населення становить 19 осіб. Входить до складу муніципального утворення Селище Юбілейний.

## Історія
Від 2004 року входить до складу муніципального утворення Селище Юбілейний.

## Населення
| 2002 | 2010 |
| ---- | ---- |
| 8    | ↗19  |